# Święto krwi
Blood Feast jest amerykańskim filmem pełnometrażowym, nakręconym przez Herschella Gordona Lewisa. Miał premierę 6 lipca 1963 roku. Często uważany jest za pierwszy film gore.
W roku 2002 został wydany sequel filmu pt. Blood Feast 2: All U Can Eat.

## Fabuła
Egipska księżniczka Ishtar zostaje ożywiona przez Fuada Ramzesa, fanatycznego znawcę kultury starożytnego Egiptu. Mężczyzna pod wpływem księżniczki postanawia przygotować ucztę podobną do tej, którą stworzono przed pięcioma tysiącami lat dla bogini w Egipcie. Dania serwowane przez Fuada mają być przyrządzane z ciał zamordowanych przez niego młodych dziewczyn.